# Urbanització Vallmoll Paradís
Urbanització Vallmoll Paradís, Urbanització Vallmoll-Paradís, Vallmoll Paradís – miejscowość w Hiszpanii, w Katalonii, w prowincji Tarragona, w comarce Alt Camp, w gminie Vallmoll.
Według danych INE w 2020 roku liczyła 539 mieszkańców – 267 mężczyzn i 272 kobiety. 